# Hans Albrecht Bethe
Hans Albrecht Bethe (n. 2 iulie 1906, Strasbourg, Imperiul German – d. 6 martie 2005, Ithaca, New York, SUA) a fost un fizician american de origine germană, participant important la Proiectul Manhattan precum și la dezvoltarea proiectului bombei cu hidrogen, laureat al Premiului Nobel pentru Fizică în 1967 pentru elaborarea teoriei nucleosintezei stelare.

## Biografie

### Proiectul Manhattan
În timpul celui de-al doilea război mondial, a condus Divizia Teoretică a laboratorului secret Los Alamos contribuind la dezvoltarea primelor bombe atomice. Acolo, a jucat un rol-cheie la calcularea masei critice a bombelor, și a lucrat și la elaborarea teoriei metodei cu implozie folosită atât în Testul Trinity cât și în bomba "Fat Man" folosită la Nagasaki.

### Bomba termonucleară
În anii 1950, Bethe a jucat un rol important în dezvoltarea bombei cu hidrogen, deși se angajase în proiect în speranța de a demonstra că nu este fezabil. Bethe a militat ulterior împreună cu Albert Einstein în Comitetul de Urgență al Oamenilor de Știință din Domeniul Atomic împotriva testelor nucleare și împotriva cursei de înarmare nucleară. A influențat Casa Albă să semneze actul de interzicere a testelor nucleare în atmosferă în 1963 și Tratatul anti-rachete balistice (SALT I) în 1972. Cercetarea sa științifică nu a încetat nici măcar în ultimii ani ai vieții sale. Este unul din puținii oameni de știință care a scris câte cel puțin o lucrare majoră în fiecare deceniu al carierei sale, care a durat peste șaizeci de ani. Freeman Dyson l-a numit pe Bethe "rezolvatorul suprem de probleme al secolului al XX-lea".